# Neuendorf (Klötze)
Neuendorf è una frazione della città tedesca di Klötze, nel land della Sassonia-Anhalt.

## Storia
Neuendorf costituì un comune autonomo fino al 1º gennaio 2010.